# Hajime no Ippo
Hajime no Ippo (はじめの一歩? lett. "Il Primo Passo") è un manga scritto e disegnato da George Morikawa ed edito dalla Kōdansha sulle pagine del Weekly Shōnen Magazine a partire dal 1989. La serie al momento è stata raccolta in oltre 100 tankōbon, per un totale di oltre 1000 capitoli.
Il manga è stato successivamente adattato in anime, ad opera dello studio Madhouse, e mandato in onda dalla Nippon Television dal 3 ottobre 2000 al 27 marzo 2002 per un totale di 76 episodi, mentre la seconda serie denominata Hajime no Ippo New Challenger (はじめの一歩 New Challenger?, Hajime no ippo New Challenger) è andata in onda sempre su Nippon Television dal 6 gennaio 2009 fino al 30 giugno 2009. Per l'autunno 2013 è stata annunciata una nuova trasposizione animata coprodotta da Madhouse e MAPPA.
Nel 1991 la serie ha vinto il Kodansha Manga Award per serie shōnen.

## Trama
Ippo Makunouchi è un liceale giapponese, dal carattere timido e gentile. Tuttavia, non può condurre una vita spensierata come la maggior parte dei suoi coetanei. Orfano di padre, infatti, Ippo è costretto ad aiutare sua madre nella gestione dell'azienda ittica di famiglia; un lavoro che lo vessa mediante orari difficili (il ragazzo è spesso costretto ad alzarsi alle prime luci dell'alba, od anche a notte fonda) e sforzi notevoli. Ragioni per le quali, egli deve per forza di cose sacrificare il suo tempo libero. A scuola, poi, è sovente vittima di un terzetto di bulli, i quali non fanno altro che tormentarlo, sia picchiandolo che insultandolo per il suo lavoro (mediante appellativi come "verme" o "puzza di pesce"). Proprio un grave eccesso di prepotenza dei suoi aguzzini (un insulto diretto a sua madre) spingerà un giorno Ippo a reagire, seppur in maniera blanda. Cosa che infastidirà incredibilmente il trio di bulli, pronto a picchiarlo ancor più sonoramente per via di questo affronto. Ormai quasi rassegnatosi a ricevere l'ennesimo pestaggio, il ragazzo verrà però incredibilmente salvato da Mamoru Takamura, pugile professionista capitato per caso sul luogo della rissa, durante una normale sessione di jogging lungo l'abituale percorso con sotto un grande pezzo di terreno e parallelo ad un fiume. Colpito dalla sua sicurezza e dalla sua potenza, Ippo gli chiederà dunque di potersi allenare nella sua palestra, per imparare la boxe e così poter capire cosa significhi veramente essere forti, quesito esistenziale che si pone da quando ha visto i video degli incontri di Takamura. Da quell'incontro, dunque, la vita di Ippo sarà un incredibile susseguirsi di vicende tutte legate al mondo del pugilato. Allenamento dopo allenamento, il ragazzo scoprirà in lui un inaspettato spirito guerriero: match dopo match, e con il supporto dei tanti amici che troverà sul suo cammino, il timido ed insicuro liceale si trasformerà infatti in un pugile professionista, rispettoso del suo sport ed intenzionato a crescere anche come uomo, e non solo come combattente.

## Personaggi

### La squadra della Kamogawa
- Dapprima Ichirou Miyata, ed in seguito Naomichi Yamada, sono stati allievi della Kamogawa, salvo poi proseguire la loro carriera in altre palestre. Il primo in particolare farà questa scelta appositamente per poter affrontare Ippo in un incontro reale, dato che sono vietati tra compagni della medesima palestra.

#### Ippo Makunouchi
(幕之内 一歩, Makunouchi Ippo); nato: 23 novembre 1973
Timido ed insicuro liceale dapprima, pugile professionista e uomo sicuro di sé in seguito, Ippo è il protagonista della storia. Deriso ed umiliato da alcuni bulli della scuola con in testa Umezawa, a causa del suo lavoro presso il peschereccio sportivo ereditato da suo padre (sacrificatosi per soccorrere un amico) sogna di diventare forte, domandandosi cosa significhi esserlo più volte durante il suo percorso sportivo. Inizierà dunque a praticare il pugilato presso la palestra "Kamogawa", dopo aver convinto Takamura a presentarlo al coach. Ben presto, comunque, Ippo dimenticherà i suoi propositi iniziali, preferendo concentrarsi sul talento e la passione che mostrerà di avere, per lo sport da lui scelto. Particolarmente temuto dai suoi avversari per la forza dei suoi pugni, il nostro è tuttavia agli antipodi del guerriero spietato e privo di pietà. Nonostante la sua incredibile potenza, infatti, egli manterrà sempre una purezza di cuore invidiabile, nonché maniere miti e gentili con chiunque, risultando a volte sin troppo esitante -(come nel caso della sua fiamma Kumi). Un carattere che, unito all'ambiente della palestra e degli incontri, lo porterà a farsi tantissimi amici, riscattandosi dalle sue iniziali condizioni di timidezza ed insicurezza. Proprio per via della sua passione per la boxe, inoltre, la madre deciderà di mandare avanti da sola l'impresa di famiglia, rinunciando all'apporto del figlio, per permettergli di realizzare i suoi sogni. Nel corso della carriera, a causa del suo impeto e dell'uso del dempsey roll, verrà soprannominato da stampa e tifosi il dio del vento. In seguito a due importanti sconfitte, una delle quali dopo aver evoluto una tecnica, sospettando un principio di demenza pugilistica, lascerà la boxe, per poi tornare in attività.

#### Mamoru Takamura
(鷹村 守, Takamura Mamoru); nato: 7 luglio 1969
Pugile professionista nonché membro più forte e vincente della palestra "Kamogawa", Mamoru è un ragazzo istrionico e sicuro di sé, particolarmente conscio della sua potenza e della sua forza; di fatto è un predestinato che deve solo trovare la forza di compiere il suo destino di stella del pugilato - il suo proposito è diventare campione mondiale in ben 6 categorie di peso. Un tempo inguaribile teppista, dopo aver deciso di diventare autonomo dalla sua facoltosa famiglia, venne "salvato" dal coach Kamogawa, il quale gli permise di abbandonare le compagnie sbagliate per potersi dedicare ad un qualcosa di bello e costruttivo, come la boxe. Oltre ad essere forte è anche abilissimo nell'interpretare, prima e meglio dei compagni, la tendenza e lo stile dei vari incontri, dimostrando una grande intelligenza; si può dunque immaginare anche un suo avvenire da allenatore. Nonostante egli prenda enormemente a cuore gli allenamenti e le responsabilità derivanti dal suo status di campione, il suo carattere tronfio e giocherellone lo porta spesso a prendersi gioco dei suoi amici, con gli screzi che ne conseguono, nonché del mister Kamogawa, il quale non esita a picchiarlo col suo bastone da passeggio quando occorre. Tanto temibile nel ring, infatti, quanto sconsiderato nella vita di tutti i giorni, Mamoru ama concedersi ai divertimenti sfrenati (dai locali notturni all'abbordare belle ragazze), coinvolgendo nelle sue scorribande anche Ippo, Kimura ed Aoki. Particolarmente avvezzo al sarcasmo ed alle battute pungenti, inoltre, non esita a mettere in imbarazzo i suoi amici, deridendoli o punzecchiandoli di continuo. È tuttavia un ragazzo dal cuore buono, capace d'essere serio e giudizioso quando le circostanze lo richiedono.

#### Kimura Tatsuya
(木村 達也, Kimura Tatsuya); nato: 10 ottobre 1971
Migliore amico di Aoki e fra i migliori atleti della palestra "Kamogawa", Kimura è un ragazzo risoluto e giudizioso. Sicuramente più pacato di Aoki e Mamoru, tuttavia non disprezza di farsi coinvolgere in qualche loro bravata: dal passare la notte a bere alcolici, al lanciarsi nel corteggiamento di qualche ragazza. In gioventù incorreggibile teppista, venne convinto a praticare la boxe dopo esser stato messo k.o. da Takamura in una rissa. Giurando a sé stesso che si sarebbe vendicato, si iscrisse dunque assieme ad Aoki nella palestra di Kamogawa, per poter sfidare Mamoru nel suo stesso campo. Tuttavia, nel corso degli anni, la rivalità fra i due si è totalmente affievolita. Kimura ha infatti scoperto la passione per la boxe, diventando un buon amico di Takamura e decidendo di continuare la sua pratica di pugile professionista. Stilisticamente è un out-fighter, tende cioè a mantenere la distanza con l'avversario e mantenere un approccio difensivo; tra l'altro tende ad analizzare a freddo la situazione e a ragionare prima, piuttosto che gettarsi in un attacco scriteriato. Per il suo scontro con Mashiba, scontro per il titolo di campione del Giappone dei pesi leggeri, passato nella sua classe - superpiuma - elabora il colpo dragonfish, ispirato al suo animale domestico (che ha chiamato Reiko). Nel tempo accetta il fatto che pur essendo un atleta di caratura nazionale, difficilmente potrà bissare il cammino mondiale di Takamura ed Ippo.

#### Aoki Masaru
(青木 勝, Aoki Masaru); nato: 9 settembre 1971
Migliore amico di Kimura, Aoki è quel che si può definire il "mattacchione" del gruppo, nonostante alcune volte prenda delle piccole cantonate. Ragazzo particolarmente estroverso e protagonista di diversi momenti comici della serie (suo malgrado è il bersaglio preferito degli scherzi più crudeli di Takamura), in realtà nasconde in sé un profondo spirito combattivo. Prende la boxe molto sul serio, non sottovalutando mai nessun incontro e nessun avversario. Tuttavia, anche durante i match sembra lasciarsi andare a qualche trovata particolarmente "sui generis", come imitare il balzo di una rana per sferrare un montante grazie alla estensione della propulsione, che diventa uno dei suoi colpi simbolo e viene difatti denominato "Frog Punch". A causa di una cocente delusione d'amore ricevuta in gioventù, ritiene che avere accanto una fidanzata non particolarmente graziosa riduca di molto il rischio d'essere traditi, per cui ha sviluppato il suo gusto per le donne decisamente particolare; comunque è anche il primo del gruppo a trovare una fidanzata nell'infermiera Tomiko (collega di Kumi). Anche lui un ex teppista, si dedicherà alla boxe assieme a Kimura dopo aver ricevuto una sonora lezione da Takamura. Ma, come accaduto per l'amico, con il passare degli anni dimenticherà totalmente la volontà di vendicarsi di Mamoru, scoprendo la passione per la boxe e decidendo quindi di coltivarla. Adotta uno stile misto, ed è bravo a spezzare il ritmo dell'avversario coi suoi colpi originali. Ha due seguaci (Kizakura Hiroshi & Akamatsu Isamu) coi quali forma il Team Aoki.

#### Itagaki Manabu
(板垣学, Itagaki Manabu); nato: 14 agosto 1975
Ultimo arrivato del gruppo, è un giovane talentuoso che ha appena finito il liceo sceglie di proseguire la carriera nel pugilato; considera Ippo il suo senpai - verso il quale passa dal rispetto quasi reverenziale degli inizi, al desiderio latente di sfidarlo -. D'indole socievole e vispa, è un out-fighter che fa della velocità la sua arma principale. Ma una volta superato il blocco dovuto allo "scoglio" del suo eterno rivale è Imai Kyousuke - con cui ha un rapporto analogo a quello che Ippo ha con Miyata - inizia a scoprire le sue altre qualità latenti. La sua famiglia è decisamente originale: amano fare battute pacchiane, con in testa suo padre, a cui però Takamura si affeziona come un "discepolo". La sua famiglia è molto povera, ma questo non ha mai influito sulla natura socievole del boxeur. Per lo stesso motivo ha sviluppato una discreta intelligenza, dovendo spesso ricorrere a metodi alternativi per divertirsi con sua sorella, in quanto non potevano permettersi giocattoli. Allenandosi per affrontare un avversario riesce a stabilire un rapporto quasi amichevole con lo scontroso Mashiba, riuscendone a vedere anche il lato umano. Quando Umezawa abbandona il posto presso l'impresa di famiglia di Ippo, lo rimpiazza trovando un lavoro che lo aiuta a sostentarsi.

### Ex pugili

#### Il coach Kamogawa Genji
Genji Kamogawa (鴨川 源二, Kamogawa Genji); nato: 15 gennaio 1917
Anziano e saggio istruttore della palestra "Kamogawa", ed in gioventù boxeur forte e rispettato, Genji è un uomo risoluto e tutto d'un pezzo, ligio al dovere ed inflessibile. Stereotipo del vecchio e attento allenatore, per lui la serietà viene prima di tutto: un pugile deve infatti dimostrare d'essere ambizioso e tenace, nonché totalmente votato alla sua causa, per poter far parte della palestra "Kamogawa". Spesso incline alle maniere forti e sempre carico di motivazioni ed incoraggiamenti da dispensare ai suoi allievi, prenderà particolarmente in simpatia Ippo, vedendo in lui un'importante speranza per il futuro. Tanto che deciderà di divenire la sua guida dentro e fuori il ring, per potergli insegnare passo passo le leggi sia sportive che morali della boxe e poterlo condurre, come Takamura, a competere su scala globale. Proprio Ippo inizierà a vedere in lui quasi una figura paterna, legandosi molto ai modi burberi ma istruttivi e a tratti persino affettuosi del suo insegnante.
Può sempre contare sui fidati e competenti assistenti Yagi (八木 晴彦, Yagi Haruhiko), che cura soprattutto le mansioni amministrative e burocratiche della palestra, e lo segue sempre all'angolo del ring e Shinoda (篠田 智之, Shinoda Tomoyuki) di solito impegnato ad allenare la gran parte degli altri pugili della palestra.

#### Nekota Gimpachi
(猫田 銀八, Nekota Ginpachi)
Anziano ex pugile, già amico di vecchia data fu anche il rivale - sia agonisticamente che affettivamente - di Kamogawa: se quest'ultimo era più tecnico e con una forza di volontà ferrea, dal canto suo, cresciuto nelle montagne nei presi di Niigata, aveva uno spirito ferino che gli conferiva un istinto selvaggio in combattimento, un'irruenza e riflessi difficile da prevedere e contrastare; stesse caratteristiche che insegna agli allevi di Kamogawa durante un campo di allenamento. Aveva terminato la sua carriera per un principio di demenza pugilistica e si era ritirato nella casa in montagna dove ha la compagnia del suo cane. Ha la curiosa caratteristica di terminare spesso termini o espressioni col suffisso «-dani», e spesso si caccia in situazioni bislacche. Possiede un cane Hachi, e dona un suo cucciolo a Ippo: Wanpo.
In gioventù, alla rivalità agonistica con Kamogawa, si unì quella affettiva per la giovane e carina Yuki (ユキ), profuga dallo sgancio dell'atomica di Hiroshima, che in seguito al diniego dell'altro ne divenne la compagna, e di cui serba le ceneri e la memoria nel suo rifugio in cui di tanto in tanto passa il suo amico Kamogawa per rendere grazie a Yuki in sua memoria.

#### Hama Dankichi
(浜 団吉, Hama Dankichi)
Anche egli è un anziano, e alla sua epoca costituì il secondo rivale tanto di Kamogawa che di Nekota, in virtù di uno stile pugilistico peculiare che si avvaleva di un colpo dalla traiettoria imprevedibile detto hien (in giapponese "rondine volante") ispirato ad un aereo militare nipponico della Seconda guerra mondiale. Contrariamente agli altri ha scelto di perfezionarsi in Messico e di approfondire gli stili di quel Paese. Diventato allenatore del pugile e medico Sanada Kazuki cercherà di rivalersi - idealmente - su Kamogawa, fallendo di poco l'obiettivo. In seguito verrà indicato come contatto per accogliere in America Volg, che porta al titolo mondiale.

#### Miyata (padre)
Ex pugile livello nazionale, venne sconfitto dal padre di Randy Boy Jr. con - quello che parve - un colpo assestato fortunatamente proprio mentre desiderava ambire alla scena mondiale. Per un periodo sconfessò le sue ambizioni e denigrò il suo passato ed il suo approccio, finché non scoprì che il figlioletto non aveva mai smesso di imitarlo e tenere vivo il suo stile pugilistico. Da allora segue costantemente la crescita sportiva ed umana del figlio, spronandolo a maturare ed a non limitarsi a replicare le sue tecniche, ma bensì ad evolverle. I suoi rapporti con la Kamogawa, da collaboratore ad avversario saranno influenzati dalle conseguenze delle volontà di Ichiro, in primis la scelta di affrontare Randy Boy per pareggiare i conti col passato.

### Avversari

#### Ichirō Miyata
(宮田 一郎, Miyata Ichirō); nato: 27 agosto 1973
Considerato uno dei grandi talenti emergenti della palestra "Kamogawa", dopo Takamura, Ichiro è un giovane pugile coetaneo di Ippo. È inoltre figlio d'arte, in quanto suo padre (e coach personale) era stato in gioventù un importante pugile a livello nazionale; elemento che lo caratterizza, in quanto si sente il suo erede, e che condizionerà il suo iter sportivo, procurandogli anche dure critiche: avrà anche modo di ricalcare, a distanza di anni, le orme paterne in un incontro cruciale in cui affronterà il figlio del pugile che pose fine alla sua carriera. In seguito alla conoscenza e al confronto con Ippo stringerà sin da subito un particolare tipo di rapporto, basato sul rispetto personale e su una rivalità che si instaurerà sin da dopo il loro primo match. Animato dalla voglia di spostare il confronto su un ring valido per il titolo deciderà di trasferirsi in una nuova palestra, la Kawahara. Schivo e riflessivo di carattere, Ichiro non dimette quasi mai il suo sguardo serioso e guardingo, parlando poco e non risultando mai eccessivamente espansivo; pur mostrando, nel corso della serie, d'essere animato da tante ambizioni e sogni. Dapprima godeva di particolari riguardi per via del suo status di rampollo e privilegiato, tuttavia, il ragazzo verrà profondamente turbato e segnato da alcune cocenti sconfitte, pensando addirittura di voler abbandonare il mondo della boxe. Sarà un viaggio in Thailandia a farlo maturare definitivamente, dopo essersi confrontato con le dure leggi del pugilato locale. Al suo ritorno in Giappone è il detentore del titolo OPBF, continuando così il suo confronto a distanza - in attesa di quello concreto - coll'amico e rivale.

#### Alexander Volg Zangief
Data di Nascita: 30 ottobre 1972
Volg è un pugile russo che si allena alla Otowa (palestra che ha tra i suoi atleti Ryūichi Hayami [速水 龍一, Hayami Ryūichi], tra i primi avversari di Ippo, e poi Kyōsuke Imai [今井 京介, Imai Kyosuke]), che Ippo affronterà poco prima dell'incontro con Sendo Takeshi per il titolo nazionale. Diventerà un grande amico del protagonista, ma purtroppo dovrà tornare in Russia dopo essere stato battuto da Sendo (a detta dello stesso avrebbe dovuto vincere il russo), quando il precedente campione Heiji Date si ritira dal titolo nazionale per passare alla fase successiva, cioè il titolo mondiale.
Volg ha i capelli rossi e un fisico naturalmente costruito, il suo punto forte è sicuramente un misto tra velocità e potenza. Nonostante sia un outboxer, dimostra di saper boxare anche da in-fighter. Il suo colpo migliore è il white fang, rapida successione di un uppercut e un gancio discendente, con cui metterà in difficoltà il nostro protagonista. Inizialmente non amava la boxe, poiché la praticava solo per guadagnare abbastanza soldi per la madre (ormai morente in Russia), ma dopo aver conosciuto ed affrontato Ippo si accorge di amare il pugilato e di non voler perdere. Ha un carattere forte e deciso, di natura riflessiva, ha una grande ricchezza d'animo e si dimostra molto rispettoso nei confronti delle persone. È molto intelligente, dote che gli consente di adattarsi bene nel corso degli eventi. Ha anche formato un rapporto con la madre di Ippo rivedendo in lei la madre lasciata in Russia.
È uno dei personaggi più importanti per il protagonista, e lo rivedremo nella seconda stagione, dove lavorerà e alloggerà per un periodo a casa di Ippo. In quell'occasione, nonostante fra i due si fosse già instaurato un rapporto solido d'amicizia e l'assenza di allenamento, Volg si impegnerà per aiutare Ippo a ,migliorare la sue tecnica chiamata Dempsey rool, ea battere il suo prossimo avversario, Sawamura Ryuhei. 

#### Mashiba Ryou
(間柴 了, Mashiba Ryou) In forza alla Toho, è il principale antagonista del primo arco narrativo della prima serie, Ryou Mashiba campione giapponese nei pesi leggeri (Lightweight division) è un ragazzo molto alto e dal fisico possente, dal temperamento violento e spietato. Nemesi totale di Ippo, è molto spesso spocchioso ed arrogante, nonché ossessionato dalla vittoria. Non esita inoltre a ricorrere a metodi sleali, pur di volgere a suo favore un match, ed ama infierire sui suoi avversari anche quando questi sono ormai inermi. Conosciuto per la temibile tecnica del flicker jab (rapidissima successione di jab tirati con il braccio sinistro), intraprenderà un'aspra rivalità sia con Ippo che con Miyata, confrontandosi in due occasioni distinte con entrambi i ragazzi. Una volta viene sfidato per il titolo da Kimura, e in un'altra occasione si batte contro Sawamura. In seguito anche lui prosegue nel suo percorso di pugile di livello mondiale. Dotato di un aspetto a tratti "mostruoso" (sopracciglia foltissime, volto simile a quello di un diavolo, lunghi capelli neri), si rivelerà comunque un ragazzo di buon cuore, molto attaccato a sua sorella Kumi nonché gran lavoratore, compreso dal suo coach (palestra Toho). Diviene inoltre protagonista di diverse gag simpatiche in compagnia dello stesso Ippo, in virtù della sua frequentazione con la sorella Kumi, legame che disapprova per gelosia, ma che impara gradualmente a tollerare.

#### Sendo Takeshi
(千堂 武士, Sendō Takeshi)
Secondo rivale di Ippo e di seguito principale antagonista dell'ultimo arco narrativo della prima serie (lui e il protagonista si sfideranno infatti in due diverse occasioni), Sendo è un ragazzo di Osaka, per molti versi assai simile al giovane Makunouchi. Suo padre, vigile del fuoco deceduto in servizio lo ispirò nel difendere i più deboli. Anch'egli amante della boxe ed affamato di vittorie, rispetta comunque un suo ferreo codice morale, dando sempre il 100% in ogni incontro nonché in ogni allenamento. Dalla potenza a dir poco spaventosa, molti pugili suoi avversari hanno finito con il ritirarsi dall'attività agonistica, a causa degli infortuni da lui involontariamente procurati. Lo spirito combattivo ferino di Sendo, infatti, non sembra avere eguali: in ogni combattimento, il giovane viene come posseduto da una sorta di trance agonistica, la quale lo porta a picchiare con tutta la sua forza. Soprannominato per questo motivo la tigre di Naniwa (stesso nome della palestra in cui si allena) ed anche Rocky (in onore del celebre Rocky Marciano), Sendo è alla perenne ricerca di un pugile che sia alla sua altezza; volenteroso infatti di confrontarsi "il più forte" e di sconfiggerlo, per provare a se stesso di essere veramente il migliore, troverà in Ippo pane per i suoi denti. Esattamente come Miyata, nonostante la forte differenza caratteriale, saprà costruire col protagonista una solida amicizia intessuta di competizione e rispetto, desiderando anche lui portare la competizione sulla scena mondiale.
Alla palestra Naniwa ha come compagno e kouhai Hiroyuki Hoshi (星 洋行, Hoshi Hiroyuki): pugile rookie del lato occidentale giapponese, affronta Itagaki venendone però facilmente battuto.

#### Sawamura Ryūhei
(沢村 竜平, Sawamura Ryūhei) Noto come dragone di Owari arriva da Nagoya e appartiene alla Karil. È un ragazzo problematico: da ragazzino accoltellò il padre, dedito a picchiare sua madre. Ma in seguito anche lei, spaventata dalla sua tendenza al sadismo - paragona più volte i suoi avversari a carni da degustare, sebbene sul ring - lo abbandonò affidandone l'educazione ad un istituto; in quel periodo stabilì i rapporti tra coetanei sulla forza: battendoli costantemente e senza coltivare amicizie, ad eccezione di un suo professore Kawabe che capì l'angoscia della sua solitudine. Costui gli consigliò di darsi alla boxe nella palestra di un amico (la Karil) per canalizzare la violenza in modo più disciplinato, ma anche sul ring si comporta in modo scorretto e da "belva famelica". Il suo stile pugilistico consta di sinistro veloce e penetrante (il "proiettile") con cui tiene a bada l'avversario, e con il counter destro fulmineo (senkou) con cui infligge danni pesanti agli avversari.

#### Date Eiji
(伊達 英二, Date Eiji)
Pugile esperto e navigato della Nakadai, Date è il terzo importante avversario incontrato da Ippo sulla sua strada, subito dopo gli scontri con Mashiba ed il primo contro Sendo. Dal temperamento riflessivo ed implacabile, Eiji risulta il più grande dei combattenti conosciuti da Ippo; ha infatti ventotto anni ed è pronto per spiccare il grande salto, ovvero abbandonare il circuito pugilistico giapponese per cercare di affermarsi a livello mondiale. Per nulla intimorito dalla gioventù e dal vigore di Ippo, si dimostrerà un opponente quasi insormontabile. Animato dal coraggio infusogli da sua moglie e volenteroso di riscattarsi da cocenti sconfitte passate (le quali lo stavano portando ad abbandonare per sempre il suo sport preferito, preferendo una normale vita da impiegato), l'uomo vedrà in Ippo il suo "test" finale. Solo battendo un avversario di quella caratura, infatti, potrà decidere se ritirarsi dal mondo della boxe o cercare di scommettere il tutto e per tutto, confrontandosi con il temibile Ricardo Martinez, pluricampione che nel loro incontro precedente lo umiliò in pochi round. 
Nella stessa palestra ha come seguace Okita Keigo (沖田 佳吾, Okita Keigo), rookie dell'anno precedente, che affronta Ippo; pur essendo sconfitto si è fatto onore dimostrando sagacia tattica.

#### altri pugili
- Kinoshita - Kazuki Sanada (真田 一機, Sanada Kazuki), Takuzo Karasawa (唐沢 拓三, Karasawa Takuzō)
- Hachinohe - Naomichi Yamada (山田 直道, Yamada Naomichi), Jason Osma (ジェイソン・尾妻, Jeison Ozuma)
- Nihon - Akira Shigeta (茂田 晃, Shigeta Akira)
- Takuma Saeki (冴木 卓麻, Saeki Takuma) stella della velocità
- Iwao Shimabukuro (島袋 岩男, Shimabukuro Iwao)
- Keīchi Take (武 恵一, Take Keīchi)

### Giornalisti

#### Minoru Fujī
(藤井 稔, Fujī Minoru) Professionista ed appassionato, possiede una vasta conoscenza a "tutto campo" sia della boxe che del panorama nazionale. Anche a tale riguardo approfondisce costantemente le vicende della varie palestre e le visita spesso avendo così modo di essere aggiornatissimo sui talenti delle varie classi di peso. Per cui non fanno eccezione la Kamogawa coi suoi atleti; non a caso, s'impressiona da subito per le doti ed il carattere di Ippo.

#### Īimura Mari
(飯村 真理, Īmura Mari) Collega di Fuji, trova spesso modo di scovare spunti alternativi a quelli del superiore, anche grazie al suo bell'aspetto che permette di rendere gli uomini più disinvolti con lei. nel tempo capisce il grande potenziale di Itagaki; si interessa anche affettivamente al protagonista.

### Altri

#### Sig. ra Makunouchi
(幕之内 寛子, Makunōchi Hiroko) Hiroko, vedova di Kazuo (秋場所一男, Makunōchi Kazuo), ne ha proseguito la volontà continuando a dirigere l'attività famigliare di noleggio barche per appassionati di pesca d'altura. È perennemente preoccupata per i colpi subiti da suo figlio, ma anche contenta di vederlo preso dalla sua nuova passione sportiva. Abituata a fare affidamento sull'aiuto del ragazzo, per un periodo cerca di fare da sola per non distoglierlo dal pugilato, fin quando sovraccaricata di stress non deve ricoverarsi in ospedale; nei giorni seguenti troverà il sostituto di Ippo in Umezawa.

#### Mashiba Kumi
(間柴 久美, Mashiba Kumi) Graziosa coetanea del protagonista, nonché sorella dell'ostico pugile al quale contende il titolo di esordiente dell'anno, di cui ha un carattere profondamente diverso (lei molto dolce, mite e comprensiva) inizierà con lo stesso Ippo un lungo rapporto platonico caratterizzato dall'attrazione reciproca, l'estenuante aspettativa - disattesa dalla eccessiva timidezza del suo cavaliere - per sentirlo dichiararsi a lei, e la comparsa di altre pretendenti, e l'osteggiamento del fratello maggiore, di poter - finalmente - diventare la sua ragazza. Tra l'altro s'intende bene con l'ipotetica suocera.

#### Umezawa
(梅沢 正彦, Umezawa Masahiko) All'inizio della storia è la mente del trio di bulli che molestano il protagonista. Tuttavia, nel tempo, rendendosi conto che Ippo non intende rivalersi su di loro, si pente dei suoi comportamenti e ne diventa amico, fino al punto di proporsi come nuovo aiutante di sua madre e diventare uno dei suoi tifosi più appassionati. In seguito lascia il suo lavoro per cullare il sogno di diventare fumettista; al suo posto subentra dunque Itagaki, a cui fa comodo un lavoro part-time.

#### Itagaki Nanako
(板垣 菜々子, Itagaki Nanako) Sorella minore di Manabu, estroversa e un po' sfrontata, è invaghita di Ippo e cerca di osteggiare la rivale Kumi. A sua volta è desiderata del rivale del fratello Kyosuke Imai, tanto che quando egli lo rivela (alla vigilia del loro incontro) a Manabu, infiamma ancora più il climax dell'incontro.

#### Yamaguchi
Yamaguchi (山口先生) Una fisioterapista sui trenta-quaranta anni, a cui Ippo si rivolge per esaminare le sue condizioni fisiche. Infatti a causa della grande intensità dei suoi allenamenti ed incontri gli capita di sforzare per raggiungere la vittoria; e spesso è energica nell'imporgli le misure riabilitative adeguate. Anche Kamogawa ne apprezza l'apporto.

#### Takamura (famiglia)
Mamoru ha anche dei fratelli: (鷹村卓, Takamura Suguru), un manager affermato con cui è in contrasto in quanto "esule" e ormai autonomo dalla famiglia, la sorella Kyouka e il piccolo Wataru.

## Media

### Anime

#### Episodi

##### Prima serie
La prima serie, intitolata Hajime no Ippo The Fighting! (はじめの一歩 The Fighting!) è iniziato il 3 ottobre 2000 su Nippon Television ed è terminato il 27 marzo 2002. In Italia è arrivata, in versione sottotitolata, su Netflix il 1 gennaio 2023.
| Nº     | Giapponese 「Kanji」 - Rōmaji                                        | In onda           | In onda |
| Nº     | Giapponese 「Kanji」 - Rōmaji                                        | Giapponese        |         |
| 1      | 「The First Step」                                                   | 3 ottobre 2000    |         |
| 2      | 「努力の成果」 - Doryoku no seika                                    | 10 ottobre 2000   |         |
| 3      | 「うれし涙」 - Ureshi namida                                         | 17 ottobre 2000   |         |
| 4      | 「シャドーボクシング」 - Shadō bokushingu                            | 24 ottobre 2000   |         |
| 5      | 「カウンターへの3ヶ月」 - Kauntā e no 3 kagetsu                      | 31 ottobre 2000   |         |
| 6      | 「再戦のゴング」 - Saisen no gongu                                   | 7 novembre 2000   |         |
| 7      | 「1cmの破壊力」 - 1 cm no hakairyoku                                 | 14 novembre 2000  |         |
| 8      | 「再会の約束」 - Saikai no yakusoku                                  | 21 novembre 2000  |         |
| 9      | 「C級ライセンス」 - C kyū raisensu                                   | 28 novembre 2000  |         |
| 10     | 「デビュー戦!」 - Debyū sen!                                         | 5 dicembre 2000   |         |
| 11     | 「勝利への執念へ」 - Shōri no shūnen                                 | 12 dicembre 2000  |         |
| 12     | 「手荒なダチ宣言」 - Teara na dachi sengen                           | 19 dicembre 2000  |         |
| 13     | 「開幕、東日本新人王戦」 - Kaimaku, higashi nippon shinjin Ō sen     | 26 dicembre 2000  |         |
| 14     | 「強腕!フックvsアッパー!」 - Tsuyo ude! Fukku vs appā!               | 9 gennaio 2001    |         |
| 15     | 「我慢くらべ」 - Gaman kurabe                                        | 16 gennaio 2001   |         |
| 16     | 「激戦の予感」 - Gekisen no yokan                                    | 23 gennaio 2001   |         |
| 17     | 「イッポ·オン·ザ·ビーチ」 - Ippo on za bīchi                         | 30 gennaio 2001   |         |
| 18     | 「クリンチ」 - Kurinchi                                              | 6 febbraio 2001   |         |
| 19     | 「KOの夢」 - KO no yume                                              | 13 febbraio 2001  |         |
| 20     | 「ショットガンの脅威」 - Shottogan no kyōi                           | 20 febbraio 2001  |         |
| 21     | 「天才攻略の道」 - Tensai kōryaku no michi                           | 27 febbraio 2001  |         |
| 22     | 「前へ!前へ!!」 - Mae! Mae!!                                         | 6 marzo 2001      |         |
| 23     | 「もう一つの準決勝」 - Mō hitotsu no junkesshō                       | 13 marzo 2001     |         |
| 24     | 「約束の場所へ...」 - Yakusoku no basho e                            | 20 marzo 2001     |         |
| 25     | 「それぞれの想い」 - Sorezore no omoi                                | 27 marzo 2001     |         |
| 26     | 「距離の攻防」 - Kyori no kōbō                                       | 3 aprile 2001     |         |
| 27     | 「死闘」 - Shitō                                                     | 10 aprile 2001    |         |
| 28     | 「勝敗」 - Shōhai                                                    | 17 aprile 2001    |         |
| 29     | 「浪速のロッキー」 - Naniwa no Rocky                                 | 24 aprile 2001    |         |
| 30     | 「敵地へ」 - Tekichi e                                               | 1º maggio 2001    |         |
| 31     | 「激闘の足跡」 - Gekitō no sokuseki                                  | 8 maggio 2001     |         |
| 32     | 「右を打て!」 - Migi o ute!                                          | 15 maggio 2001    |         |
| 33     | 「スマッシュの威圧」 - Sumasshu no iatsu                             | 22 maggio 2001    |         |
| 34     | 「新人王」 - Shinjin Ō                                               | 29 maggio 2001    |         |
| 35     | 「さらなる旅立ち」 - Saranaru tabidachi                              | 5 giugno 2001     |         |
| 36     | 「王者との出会い」 - Ōja tono deai                                   | 12 giugno 2001    |         |
| 37     | 「目指すもの」 - Mezasu mono                                         | 19 giugno 2001    |         |
| 38     | 「二人の新人王」 - Futari no shinjin ō                               | 27 giugno 2001    |         |
| 39     | 「異国での挑戦」 - Ikoku de no chōsen                                | 4 luglio 2001     |         |
| 40     | 「カウンターを超えたカウンター」 - Kauntā o koe ta kauntā            | 11 luglio 2001    |         |
| 41     | 「ゲロ道の戦い」 - Barf-michi no tatakai                             | 18 luglio 2001    |         |
| 42     | 「夢への共感」 - Yume e no kyōkan                                    | 25 luglio 2001    |         |
| 43     | 「THE SPEED STAR」                                                   | 1º agosto 2001    |         |
| 44     | 「リングの死角」 - Ringu no shikaku                                  | 8 agosto 2001     |         |
| 45     | 「狼の白い牙」 - Ōkami no shiroi kiba (White Fangs of the Wolf vega) | 15 agosto 2001    |         |
| 46     | 「かもしかになれ!」 - Kamoshika ni nare!                             | 22 agosto 2001    |         |
| 47     | 「秘められた闘志」 - Himerare ta tōshi                               | 29 agosto 2001    |         |
| 48     | 「赤い狼」 - Akai ōkami                                              | 5 settembre 2001  |         |
| 49     | 「信頼する勇気」 - Shinrai suru yūki                                 | 19 settembre 2001 |         |
| 50     | 「伝えたいこと」 - Tsutae tai koto                                   | 26 settembre 2001 |         |
| 51     | 「合コン」 - Gōkon                                                   | 3 ottobre 2001    |         |
| 52     | 「挑戦者」 - Chōsensha                                               | 10 ottobre 2001   |         |
| 53     | 「俺が俺であるために」 - Ore ga ore de aru tame ni                   | 17 ottobre 2001   |         |
| 54     | 「王者の拳」 - Ōja no kobushi                                        | 24 ottobre 2001   |         |
| 55     | 「日本フェザー級タイトルマッチ」 - Nippon fezākyū taitorumacchi      | 31 ottobre 2001   |         |
| 56     | 「立ちはだかる力」 - Tachi hadakaru chikara                          | 7 novembre 2001   |         |
| 57     | 「決着」 - Kecchaku                                                  | 14 novembre 2001  |         |
| 58     | 「傷心」 - Shōshin                                                   | 21 novembre 2001  |         |
| 59     | 「決意のまなざし」 - Ketsui no manazashi                             | 28 novembre 2001  |         |
| 60     | 「ライバル」 - Raibaru                                               | 5 dicembre 2001   |         |
| 61     | 「再起への不安」 - Saiki e no fuan                                   | 12 dicembre 2001  |         |
| 62     | 「復活」 - Fukkatsu                                                  | 19 dicembre 2001  |         |
| 63     | 「炎の青春」 - Honoo no seishun                                      | 26 dicembre 2001  |         |
| 64     | 「熱中時代」 - Necchū jidai                                          | 9 gennaio 2002    |         |
| 65     | 「鴨川軍団の夏」 - Kamogawa gundan no natsu                          | 16 gennaio 2002   |         |
| 66     | 「鷹村さんの涙」 - Taka mura san no namida                           | 23 gennaio 2002   |         |
| 67     | 「動き出す鴨川ジム」 - Ugokidasu kamogawa jimu                       | 30 gennaio 2002   |         |
| 68     | 「会長の危機」 - Kaichō no kiki                                      | 6 febbraio 2002   |         |
| 69     | 「サウスポーの罠」 - Sausupō no wana                                 | 13 febbraio 2002  |         |
| 70     | 「ごんたくれ」 - Go n takure                                         | 20 febbraio 2002  |         |
| 71     | 「決戦の刻」 - Kessen no koku                                        | 27 febbraio 2002  |         |
| 72     | 「Lallapallooza」                                                    | 6 marzo 2002      |         |
| 73     | 「あの時を超えろ」 - Ano toki o koero                                | 13 marzo 2002     |         |
| 74     | 「ミックスアップ」 - Mikkusu appu                                    | 20 marzo 2002     |         |
| 75     | 「さらなる一歩を」 - Saranaru ichi ho o                              | 27 marzo 2002     |         |
| 76     | 「ボクサーの拳」 - Bokusā no kobushi                                 | 21 marzo 2003     |         |
| Film-1 | 「Champion Road」 - Champion Road                                    | 18 aprile 2003    |         |
| Film-2 | 「間柴vs木村 死刑執行」 - Mashiba vs. Kimura                         | 5 settembre 2003  |         |

##### Seconda serie
Il seguito della serie, intitolato Hajime no Ippo New Challenger (はじめの一歩 New Challenger?) è iniziato il 6 gennaio 2009 su Nippon Television ed è terminato il 30 giugno 2009.
| Nº | Giapponese 「Kanji」 - Rōmaji                                        | In onda          | In onda |
| Nº | Giapponese 「Kanji」 - Rōmaji                                        | Giapponese       |         |
| 1  | 「新たなる一歩」 - Arata naru Ippo                                   | 6 gennaio 2009   |         |
| 2  | 「Bloody cross-血の十字架-」 - Bloody cross －Chi no jūjika－        | 13 gennaio 2009  |         |
| 3  | 「約束の場所へ」 - Yakusoku no basho e                               | 20 gennaio 2009  |         |
| 4  | 「世界への胎動」 - Sekai e no taidō                                  | 27 gennaio 2009  |         |
| 5  | 「世界の力」 - Sekai no chikara                                      | 3 febbraio 2009  |         |
| 6  | 「追い続ける背中」 - Oi tsudukeru senaka                             | 10 febbraio 2009 |         |
| 7  | 「悪魔の降臨」 - Akuma no kōrin                                      | 17 febbraio 2009 |         |
| 8  | 「魂の一撃」 - Tamashii no ichigeki                                  | 24 febbraio 2009 |         |
| 9  | 「受け継ぐ資格」 - Uketsugu shikaku                                  | 3 marzo 2009     |         |
| 10 | 「噛ませ犬」 - Kama se inu                                           | 10 marzo 2009    |         |
| 11 | 「一歩vsハンマーナオ」 - Ippo vs. Hanmā Nao                          | 17 marzo 2009    |         |
| 12 | 「プロの条件」 - Puro no jōken                                       | 24 marzo 2009    |         |
| 13 | 「イッポ·オン·ザ·ビーチ2」 - Ippo on za biichi 2                     | 31 marzo 2009    |         |
| 14 | 「二つのスパーリング」 - Futatsu no supaaringu                       | 7 aprile 2009    |         |
| 15 | 「板垣デビュー戦!」 - Itagaki debyū sen!                             | 15 aprile 2009   |         |
| 16 | 「2羽の鷹」 - 2 Hane no taka                                         | 21 aprile 2009   |         |
| 17 | 「野性児」 - Yasei ji                                                | 28 aprile 2009   |         |
| 18 | 「極限の減量」 - Kyokugen no genryō                                  | 5 maggio 2009    |         |
| 19 | 「一触即発」 - Isshokusokuhatsu                                      | 12 maggio 2009   |         |
| 20 | 「世界J·ミドル級タイトルマッチ」 - Sekai j. midoru kyū taitorumacchi | 19 maggio 2009   |         |
| 21 | 「BATTLE OF HAWK！」                                                 | 26 maggio 2009   |         |
| 22 | 「ケンカバトル」 - Kenka battoru                                     | 2 giugno 2009    |         |
| 23 | 「支える手」 - Sasaeru te                                            | 9 giugno 2009    |         |
| 24 | 「王様」 - Ou-sama                                                   | 16 giugno 2009   |         |
| 25 | 「銅像をどうぞ」 - Douzou wo douzo                                   | 23 giugno 2009   |         |
| 26 | 「New Challenger」                                                   | 30 giugno 2009   |         |

##### Terza serie
Una terza stagione della serie, intitolata Hajime no Ippo Rising (はじめの一歩 Rising?) e coprodotta da Madhouse e MAPPA, è iniziata il 6 ottobre 2011 su Nippon Television ed è terminata il 29 marzo 2012. È composta da 25 episodi.

#### Colonna sonora

##### Prima serie
Sigle di apertura
1. Under Star di Shocking Lemon (episodi 1-25)
2. Inner Light di Shocking Lemon (episodi 26-52)
3. Tumbling Dice di Tsuneo Imahori (episodi 53-76)

Sigle di chiusura
1. Yuuzora no kamihikōki di Mori Naoya (episodi 1-25)
2. 360° di Mori Naoya (episodi 26-52 e 75)
3. Eternal Loop di Saber Tiger (episodi 53-74 e 76)

##### Seconda serie
Sigla di apertura
1. Hekireki di Last Alliance[30]

Sigla di chiusura
1. 8AM di Coldrain[30]

##### Terza serie
Sigla di apertura
1. Yakan Hikou di Wasureranneyo

Sigla di chiusura
1. Buchikome!! di Shikuramen

## Accoglienza
Nel sondaggio Manga Sōsenkyo 2021 indetto da TV Asahi, 150 000 persone hanno votato la loro top 100 delle serie manga e Hajime no Ippo si è classificata al 47º posto.